# Supercopa Italiana de Voleibol Masculino de 2019
A Supercopa Italiana de Voleibol Masculino de 2019 foi a 24ª edição desta competição organizada pela Lega Pallavolo Serie A, consórcio de clubes filiado à Federação Italiana de Voleibol (FIPAV) que ocorreu de 1 a 2 de novembro.
O Sir Safety Perugia conquistou seu segundo título da competição ao derrotar na final o Modena Volley. O ponteiro polonês Wilfredo León foi eleito o melhor jogador do torneio.

## Regulamento
O torneio foi disputado nas fases semifinais e final.

## Equipes participantes
| Equipe             | Qualificação                                                  |
| ------------------ | ------------------------------------------------------------- |
| Lube Macerata      | Campeão da SuperLega de 2018–19                               |
| Modena Volley      | 4.º colocado na SuperLega de 2018–19                          |
| Sir Safety Perugia | Campeão da Copa Itália de 2018–19                             |
| Trentino Volley    | Vice-colocado na fase classificatória da SuperLega de 2018–19 |

## Resultados
|  | Semifinais         | Semifinais         | Semifinais    |               |                    | Final              | Final | Final |  |
|  |                    |                    |               |               |                    |                    |       |       |  |
|  | Sir Safety Perugia | Sir Safety Perugia | 3             |               |                    |                    |       |       |  |
|  | Sir Safety Perugia | Sir Safety Perugia | 3             |               |                    |                    |       |       |  |
|  | Trentino Volley    | Trentino Volley    | 1             |               |                    |                    |       |       |  |
|  | Trentino Volley    | Trentino Volley    | 1             |               | Sir Safety Perugia | Sir Safety Perugia | 3     |       |  |
|  |                    |                    |               |               | Sir Safety Perugia | Sir Safety Perugia | 3     |       |  |
|  |                    |                    | Modena Volley | Modena Volley | 2                  |                    |       |       |  |
|  | Lube Macerata      | Lube Macerata      | Modena Volley | Modena Volley | 2                  | 1                  |       |       |  |
|  | Lube Macerata      | Lube Macerata      |               |               |                    |                    |       |       |  |
|  | Modena Volley      | Modena Volley      | 3             |               |                    |                    |       |       |  |

### Semifinais
| Data  | Hora  |                    | Placar |                 | Set 1 | Set 2 | Set 3 | Set 4 | Set 5 | Total  | Relatório |
| ----- | ----- | ------------------ | ------ | --------------- | ----- | ----- | ----- | ----- | ----- | ------ | --------- |
| 1 nov | 15:30 | Lube Macerata      | 1–3    | Modena Volley   | 23–25 | 21–25 | 29–27 | 20–25 |       | 93–102 | Relatório |
| 1 nov | 18:00 | Sir Safety Perugia | 3–1    | Trentino Volley | 21–25 | 25–23 | 25–21 | 25–22 |       | 96–91  | Relatório |

### Final
| Data  | Hora  |                    | Placar |               | Set 1 | Set 2 | Set 3 | Set 4 | Set 5 | Total   | Relatório |
| ----- | ----- | ------------------ | ------ | ------------- | ----- | ----- | ----- | ----- | ----- | ------- | --------- |
| 2 nov | 18:00 | Sir Safety Perugia | 3–2    | Modena Volley | 27–25 | 23–25 | 25–23 | 18–25 | 15–12 | 108–110 | Relatório |

## Premiação
| Supercopa Italiana de 2019              |
| Úmbria                                  |
| --------------------------------------- |
| Sir Safety Perugia Campeão (2.º título) |